# 有村美香
有村 美香（ありむら みか、1967年9月26日 - ）は、TBSテレビの社員。元アナウンサー。
石川県金沢市出身。金沢大学附属中学校、金沢大学附属高等学校、上智大学文学部英文科卒業。

## 来歴・人物
1990年4月、TBSにアナウンサー26期生として入社、同期には岩井健浩・渡辺真理・田中宏明がいる。ニュース番組を中心に活躍。1990年代中盤は報道局社会部記者を兼務していたことがある。長女を出産後、子育てと報道記者との両立に苦労し、2000年頃にアナウンサーに復帰・専念する。
2003年春から2度目の産休に入っていたが、2004年秋に、退職した戸田恵美子の後を受ける形で『てれびさんぽ』のナレーターで復帰。2005年春から約3か月間、日曜深夜の『JNNニュース』を担当した。近年では自分の担当番組のほか、後述の『うたばん』のように単発でテレビ番組に出演することもあった。
また、テレビの基本提供アナウンス、カートリッジテープ（「この番組はご覧のスポンサーの提供でお送りします」or「…しました。」）は宮内鎮雄版（定年のため2005年1月31日をもって使用停止）・向井政生版（同年2月1日より使用開始）と共に使用頻度が高かったが、マスターテープの経年劣化が原因か、2005年12月頃からいったんは秋沢淳子版・小林麻耶版（TBS退社のため2009年3月をもって使用停止）に差し替えられた。その後しばらくして、口調をゆっくりとさせた有村の新録音版が一部番組で使われるようになっている（毎日放送制作の年末年始全国ネット特番の関東ローカルスポンサーも）。
2010年7月に総務部へ異動した。2015年現在、詳細は不明だが『サワコの朝』において美術プロデューサーとして名を連ねている。2020年3月時点で『がっちりマンデー!!』にも美術プロデューサーとして名を連ねている。

## 出演番組

### テレビ
- JNNニュースコール（1992年）週末女性キャスター[4]
- 笑顔がいちばん!（1993年）[5][4]
- あなたにオンタイム（1993年）月 - 水、総合司会[5][4]
- 健康すまい[5]
- うたばんTBS美人女子アナ軍団がSMAPにお悩み相談（2006年4月27日、2006年5月25日）
- ママアナのデジ@缶（2007年10月28日）
- てれびさんぽ（ - 2009年3月）ナレーション
- CBSドキュメント（ナレーション）
- ニュースバード1600（TBSニュースバード、2010年4月 - 6月）月曜日担当

### ラジオ
- 大沢悠里のゆうゆうワイド （1990年10月3日 - 1992年3月26日）アシスタント（木曜日パートナー）[5][4]
- サンデー・ニュース&スポーツ（1991年）[4]
- 中村尚登 ニュースプラザ（1999年4月 - 2000年3月）
- 週刊ミヤダイ （2006年10月 - 2007年3月）
- TBSラジオニュース（最終的に金曜日早朝）
- Science Xitalk （1999年度 - 2009年度）[5] - 2003年度は広重玲子が代役を務める